# Marita Ulvskog
Marita Elisabet Ulvskog (født 4. september 1951 i Luleå) er en svensk socialdemokratisk politiker og tidligere journalist og chefredaktør. Her var tidligere civilminister (1994-1996) og kulturminister (1996-2004) i socialdemokratiske regeringer, partisekretær for socialdemokraterne 2004-2009 og medlem af Riksdagen 1998-2009. Fra 2009 til 2019 var hun medlem af Europaparlamentet og indgik i parlamentsgruppen S&D.